# غريغوري ألكسندروف
غريغوري الكسندروف (بالروسية: ) ‏(23 يناير 1903 في يكاترينبورغ - 16 ديسمبر 1983)، كان مخرج وكاتب سيناريو روسي.

## الأعمال
- فولغا فولغا

## وصلات خارجية
- غريغوري ألكسندروف على موقع IMDb (الإنجليزية)
- غريغوري ألكسندروف على موقع الموسوعة البريطانية (الإنجليزية)
- غريغوري ألكسندروف على موقع ألو سيني (الفرنسية)
- غريغوري ألكسندروف على موقع قاعدة بيانات الأفلام السويدية (السويدية)
- غريغوري ألكسندروف على موقع قاعدة بيانات الفيلم (الإنجليزية)
- غريغوري ألكسندروف على موقع كينوبويسك (الروسية)